# Belisana forcipata
Espèce
Synonymes
- Spermophora forcipata Tu, 1994

Belisana forcipata est une espèce d'araignées aranéomorphes de la famille des Pholcidae.

## Distribution
Cette espèce est endémique du Fujian en Chine,.

## Publication originale
- Tu, 1994 : A new species of the genus Spermophora from China (Araneae: Pholcidae). Acta Zootaxonomica Sinica, vol. 19, no 4, p. 419-421.